# Монастир Конґобу
Монасти́р Конґо́бу або Конґо́бу-дзі́ (яп. 金剛峯寺, こんごうぶじ, МФА: [kongoːbu d͡ʑi], «монастир діамантової гори») — буддистський монастир в Японії.  Належить секті Сінґон-Коя.  Головний монастир секти. Розташований за адресою: префектура Вакаяма, містечко Коя, гора Коя 132. Монастирський титул — гора Коя.  Заснований 816 року. Головною святинею монастиря є статуя будди Асюку. До цінних пам'яток належать храм Фудо (національний скарб Японії), картина «Нірвана» (національний скарб Японії), головні ворота (важлива культурна пам'ятка Японії), картина будди Дайніті (важлива культурна пам'ятка Японії), тощо.
 Об'єкт Світової Спадщини ЮНЕСКО в Японії, Національний скарб Японії. Також відомий під назвою .

## Короткі відомості

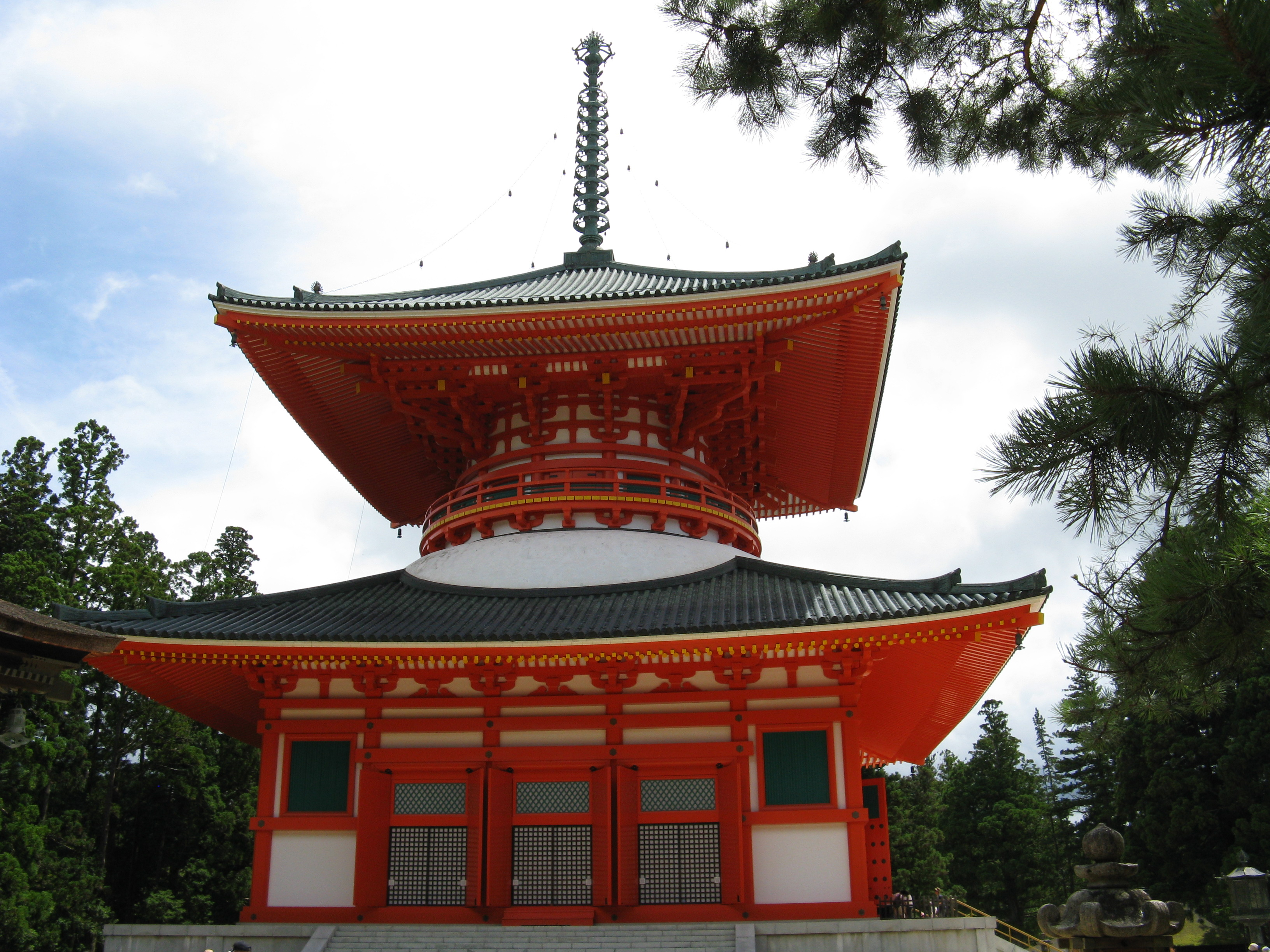
Велика пагода Основи — Компон-дайто монастиря Конґобу.

Монастир Конґобу був заснований у 816 році японським буддистським ченцем Кукаєм, послідовником секти Сінґон, з дозволу Імператора Саґа. Більшість будівель монастиря були зведені на кінець 9 століття, однак згоріли від удару блискавки у 994 році.
Відновлення обителі розпочалося у 1016 році зусиллями монаха Дзьойо. До неї часто прибували можновладні паломники зі столиці, такі як Фудзівара но Мітінаґа, екс-Імператори Сіракава та Тоба, і жертвували великі кошти для реставрації. На середину 13 століття монастир Конґобу став одним з найбільших релігійних центрів країни, в якому нараховувалось понад 2000 культових, службових і житлових споруд. Вхід жінкам на територію святині був суворо заборонений.
У 16 столітті монастир перебував у конфлікті з Одою Нобунаґою і втратив багато земель, але за головування його наступника, Тойотомі Хідейосі, повернув собі частину володінь. Після встановлення сьоґунату Токуґава монастир Конґобу набув статусу офіційного поминального монастиря роду сьоґунів Токуґава. Завдяки цьому обитель перетворилась на центр японського буддизму 17 — 19 століття.
Сучасний монастир Конґобу містить велику колекцію цінних культурних пам'яток. Зала Фудо та картина «Ніравана» зареєстровані як Національні скарби Японії. Монастир також володіє багатою бібліотекою середньовічних рукописів.
У 2004 році монастир Конґобу було зараховано до Світової Спадщини ЮНЕСКО в складі групи старожитностей «Святі місця та паломницькі шляхи гірського хребта Кії».

## Галерея

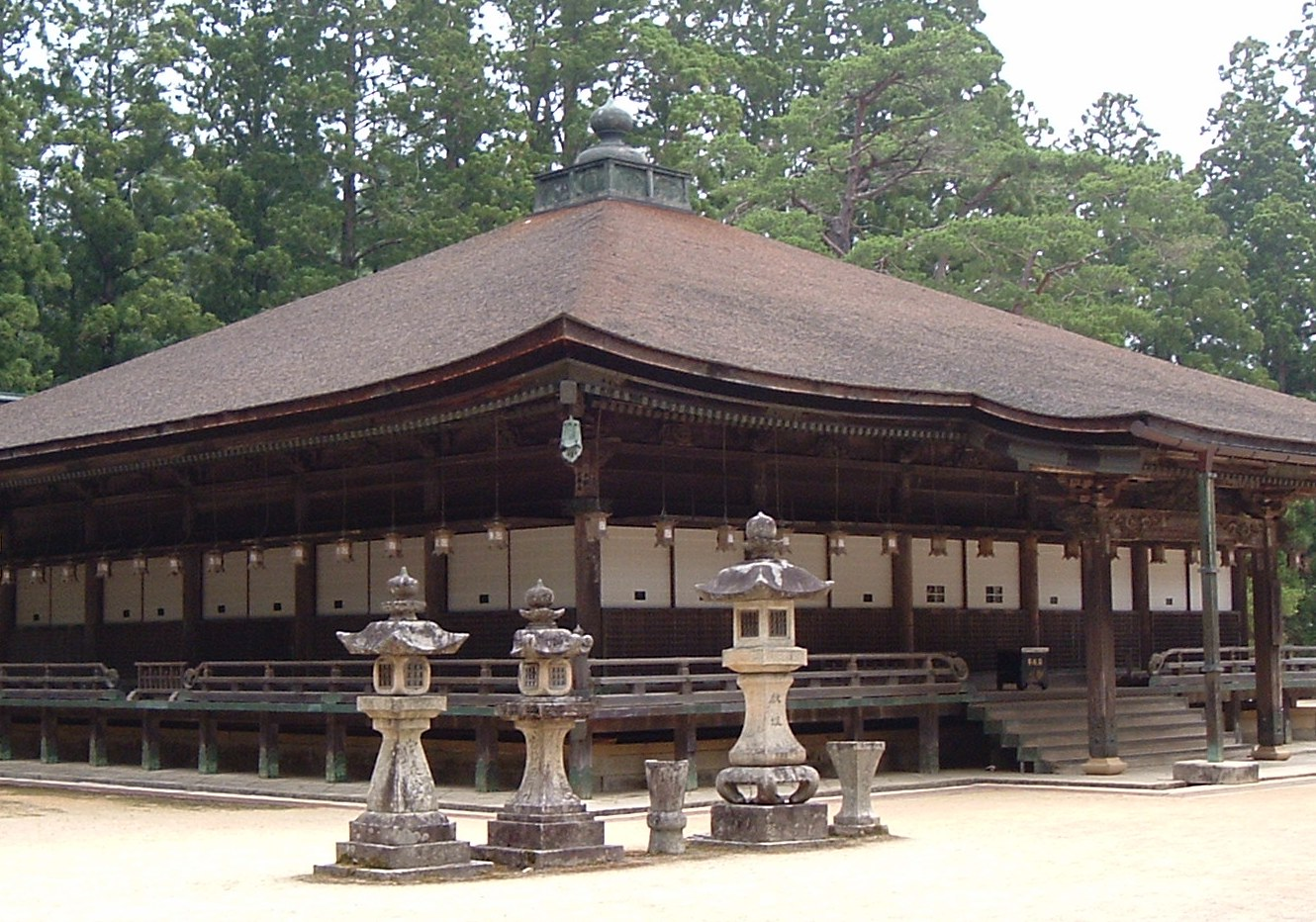
Зала Тіні
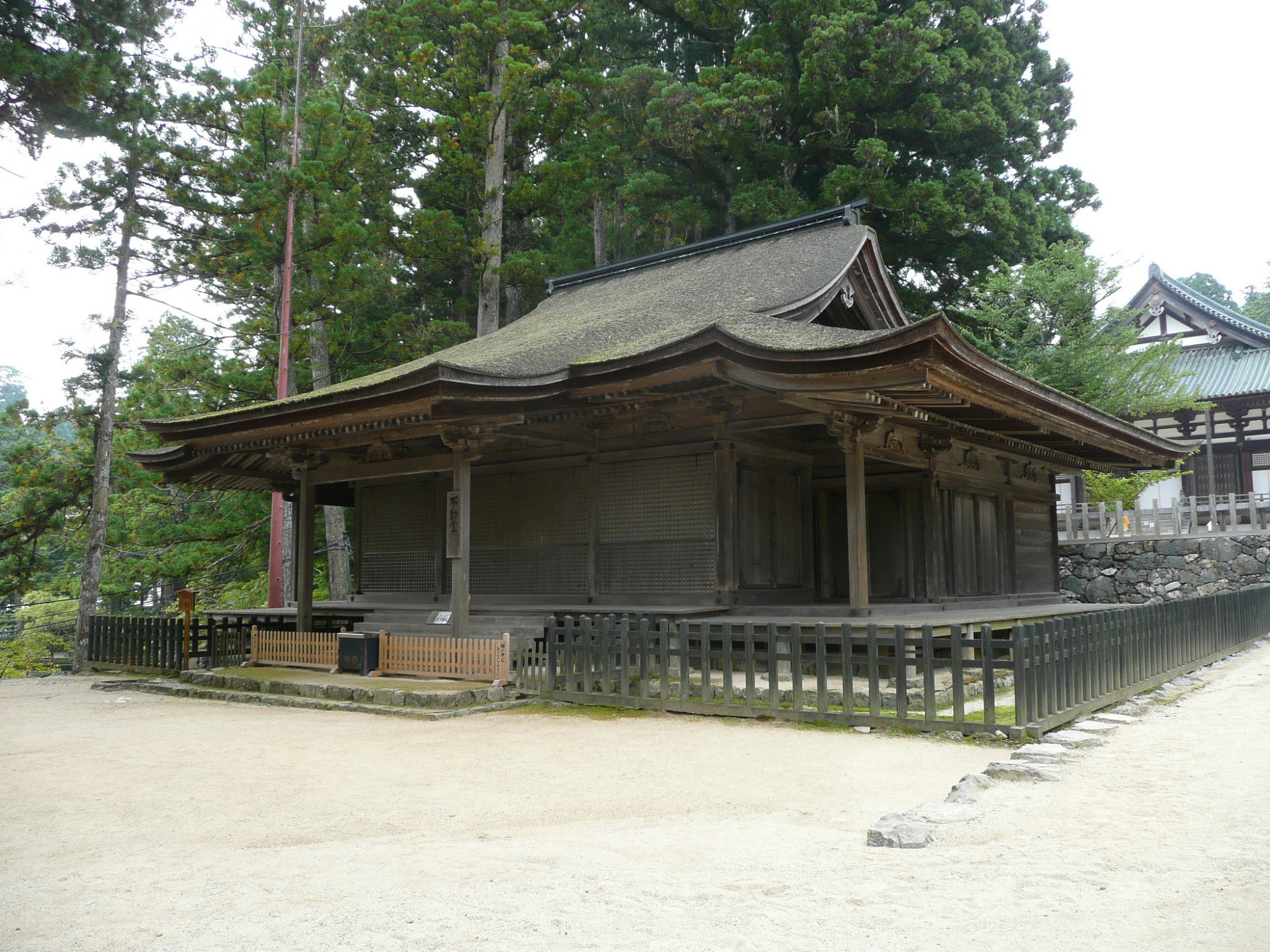
Зала Фудо
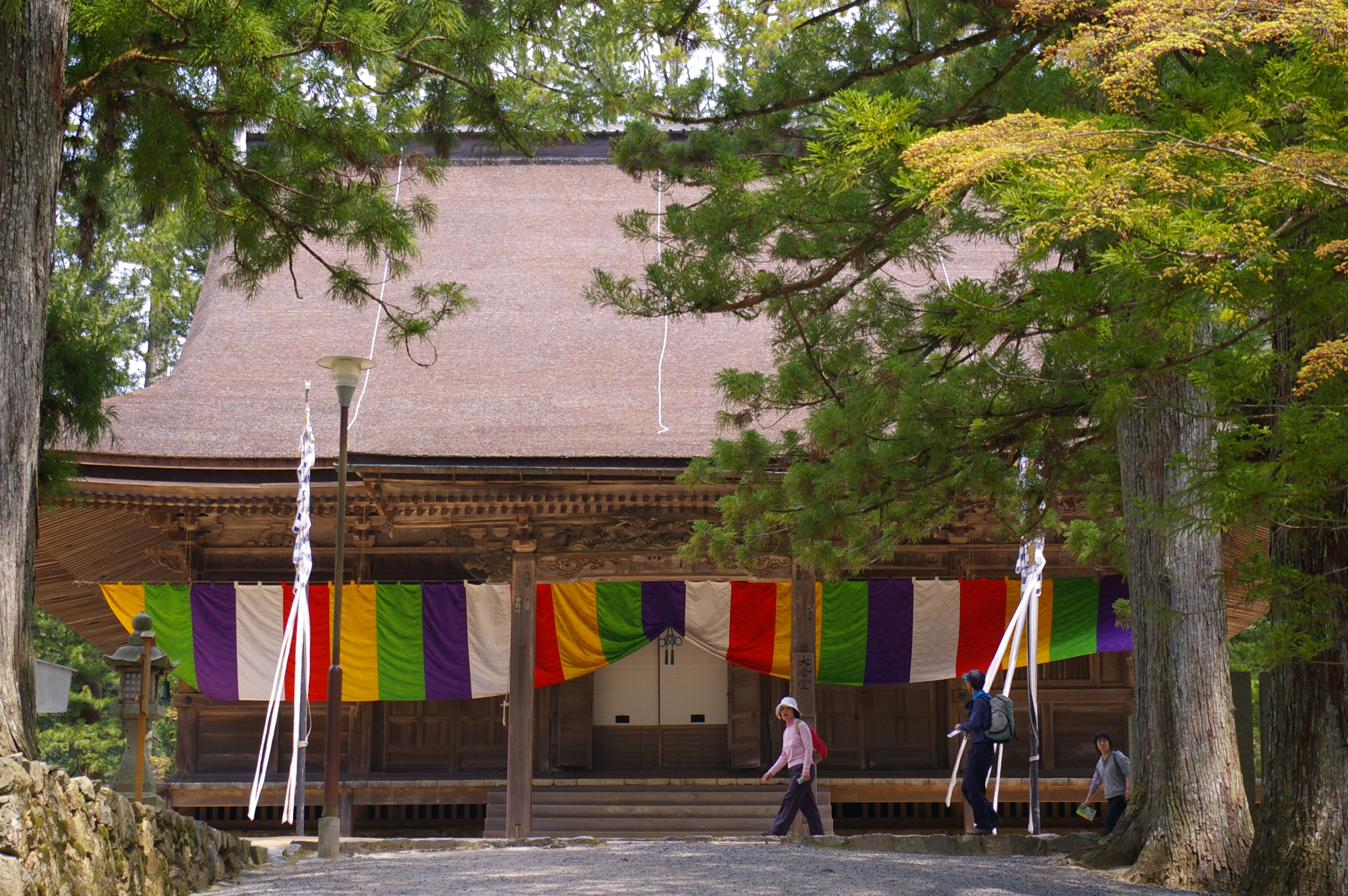
Велика Зала зборів
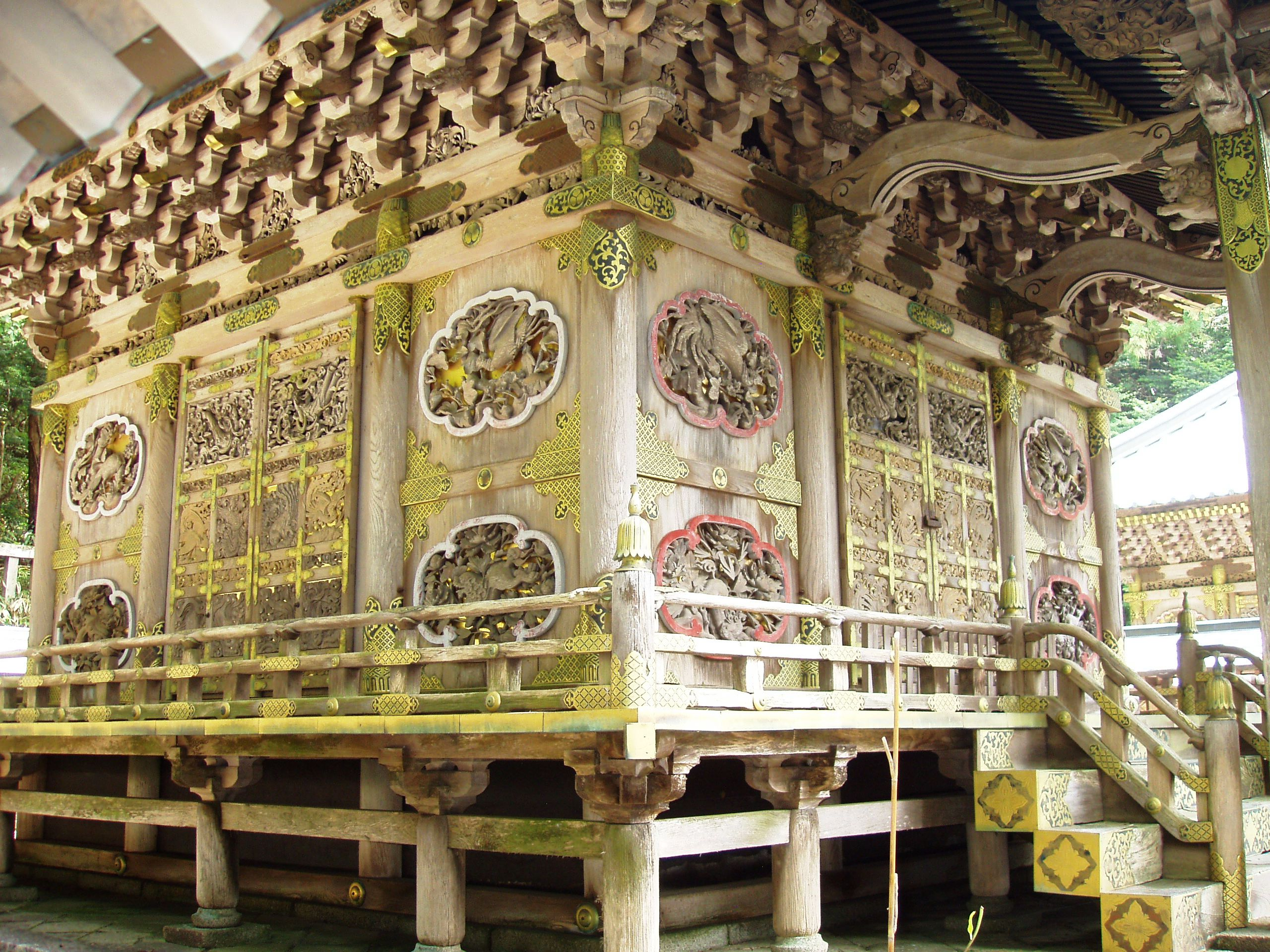
Мавзолей Токуґав